# Congé de naissance
Ne doit pas être confondu avec Congé de paternité en France ou Congé parental en France.
En France, le congé de naissance est un droit dont bénéficie le père pour chaque naissance et, le cas échéant, le conjoint ou le concubin de la mère ou la personne liée à elle par un pacte civil de solidarité. Une convention ou un accord collectif d'entreprise ou, à défaut, une convention ou un accord de branche détermine la durée de ce congé qui ne peut être inférieure à trois jours, pour chaque naissance. Cette période commence à courir, au choix du salarié, le jour de la naissance de l'enfant ou le premier jour ouvrable qui suit.
Ce congé est créé en 1946 (Gouvernement Félix Gouin).
Depuis juillet 2021, le congé de naissance est suivi obligatoirement par quatre jours calendaires du congé de paternité. La seconde période du congé de paternité dure 21 jours.
Ce congé étant assimilé à du travail effectif, il est rémunéré.
Jusqu'au 31 décembre 1986, le coût de ce congé était pris en charge par les CAF et les MSA pour les allocataires relevant de leurs régimes. La prestation, sous l'appellation congé de naissance consistait en un remboursement aux employeurs de la rémunération du salarié pour ces trois jours ainsi que des cotisations versées (part salariale et part employeur). La prescription était initialement de trente ans (comme en matière de droit du travail), par exception à la règle générale de la prescription biennale des prestations familiales, puis a été ramenée à deux ans.